# Magazine Gaspésie
Magazine Gaspésie (anciennement Revue d'histoire de la Gaspésie) est une revue québécoise consacrée à l'histoire et au patrimoine culturel de la région de la Gaspésie. Fondée en 1963 et publiée trois fois par année par le Musée de la Gaspésie, elle est la deuxième plus vieille revue historique de la province.

## Histoire de la revue
Alors que la Révolution tranquille, avec ses visées modernistes, bat son plein, deux abbés québécois de la Gaspésie, Michel LeMoignan et Claude Allard, constatent que le patrimoine et les connaissances historiques disparaissent rapidement, en particulier en région. En réaction à ce constat, ils fondent d'abord la Société historique de la Gaspésie en 1962, qui commencent à publier la Revue d'histoire de la Gaspésie en 1963.
En 1975, elle devient la Revue d'histoire et de traditions populaires de la Gaspésie. En 1979, elle change de nouveau de titre, pour s'intituler simplement Gaspésie. Puis, en 1981, le Musée de la Gaspésie en devient la maison d’édition. À cette occasion, il est décidé de viser un lectorat plus large et de moderniser l'apparence de la publication (format, couverture, couleurs, illustrations).
Gaspésie cesse de paraître en 1994 et 1995, puis, à la fin 1995, les parutions reprennent sous un nouveau titre qu'elle conserve encore aujourd'hui : Magazine Gaspésie. Distribuée partout au Québec, elle commence alors à paraître trois fois par année et elle est tirée à 3000 exemplaires.
Depuis 2013, la revue est disponible sur Érudit.
En 2021, alors qu'elle célèbre la parution de son 200e numéro, la revue compte 1500 abonnés.
Magazine Gaspésie est membre de la Société de développement des périodiques culturels québécois.

### Ligne éditoriale
À travers des dossiers thématiques, Magazine Gaspésie met en valeur le passé et le patrimoine gaspésien, notamment grâce à des chroniques qui s'arrêtent sur des personnages particuliers et des événements historiques importants pour la région, mais aussi la province dans son ensemble. Parmi les dossiers thématiques proposés depuis 2013, on peut en trouver qui abordent la croyance, l'influence britannique, la chanson, la chasse, les naufrages, la mode, la gastronomie, la toponymie, la construction navale, l'alcool, les légendes, la vie animale, l'art populaire, les gares et l'histoire ferroviaire, les métiers du bois, etc.
Les articles peuvent être écrit autant par des historiens, que par les acteurs de l'histoire et leurs descendants, qui peuvent même être assistés pour la transcription de leurs souvenirs. En particulier depuis l'an 2000, la revue s'intéresse surtout à l'histoire régionale.
Elle inclut aussi dans ses pages une riche iconographie.
Les appels de textes sont publics.

## Comité de rédaction, contributeurs et contributrices
De la fondation jusqu'à 1980, Claude Allard est rédacteur en chef de la revue. Ensuite, se succèdent au poste Pierre Rastoul (1980-1981), Jean-Marie Fallu (1982-1989, 1991-1993, 2004-2018), Gilles Soucy (1989-1991), Laurier Côté (1995-1999), Louise Langevin (1999-2001), Sylvie Laperrière (2002) et Pascal Alain (2003-2004).
Le comité de rédaction est composé de plusieurs membres qui sont sous la direction de la rédactrice en chef, Marie-Josée Lemaire-Caplette, en poste depuis 2018.
Pour la rédaction des articles, la revue fait appel à des historiens professionnels comme Jules Bélanger, Marc Desjardins, Yves Frenette, Mario Mimeault et Pierre Dansereau, mais aussi à de simples amateurs passionnés d'histoire qui transmettent des textes et des photos,.